# Stradun
Stradun (pronunciado strǎduːn) o Placa (Stradone o Corso) es la calle principal de Dubrovnik, Croacia. Está pavimentada con caliza, tiene una longitud de unos 300 metros y discurre por la Ciudad Vieja, la zona histórica de la ciudad rodeada por las Murallas de Dubrovnik.

## Ubicación

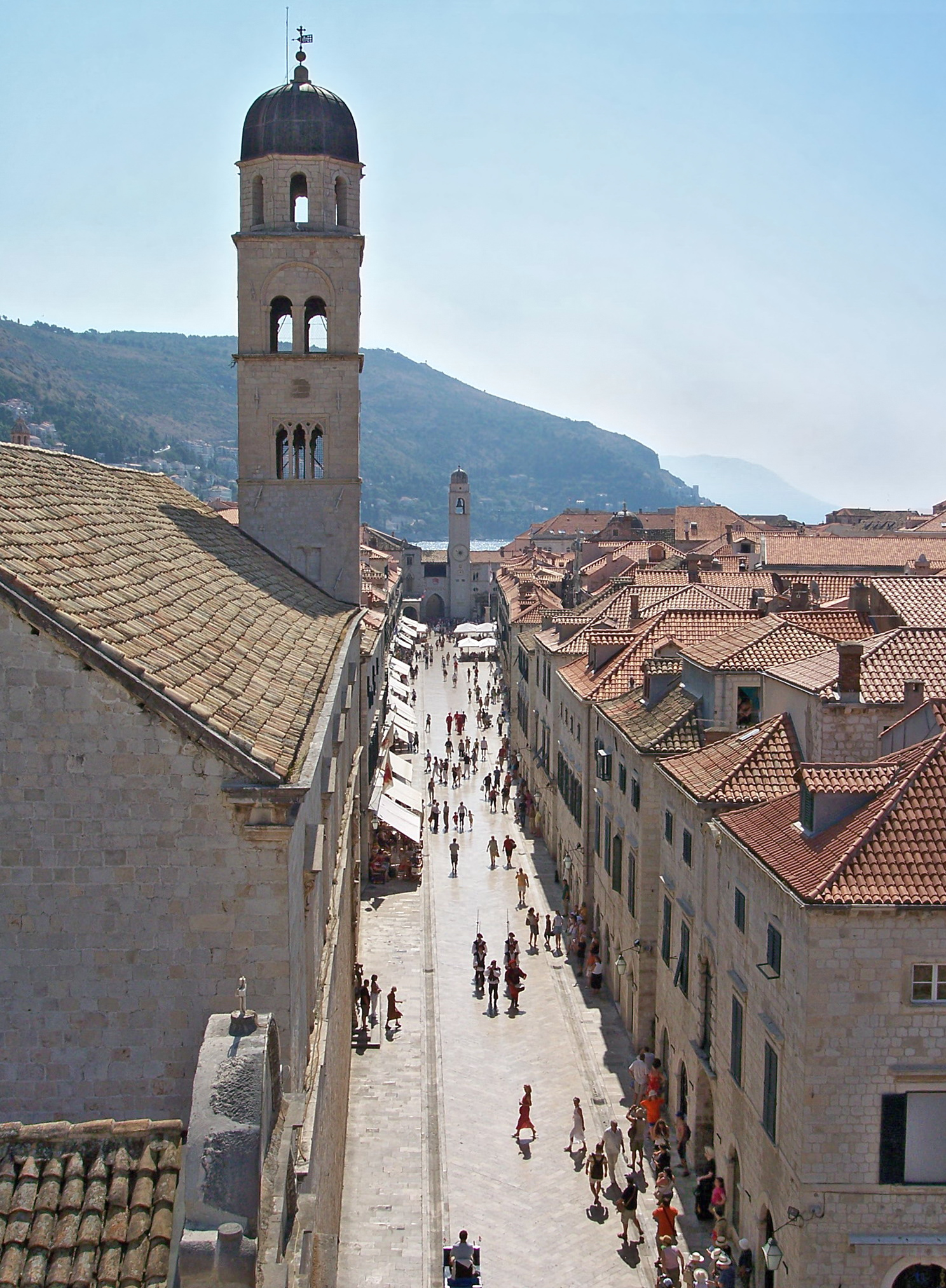
Vista de Stradun.

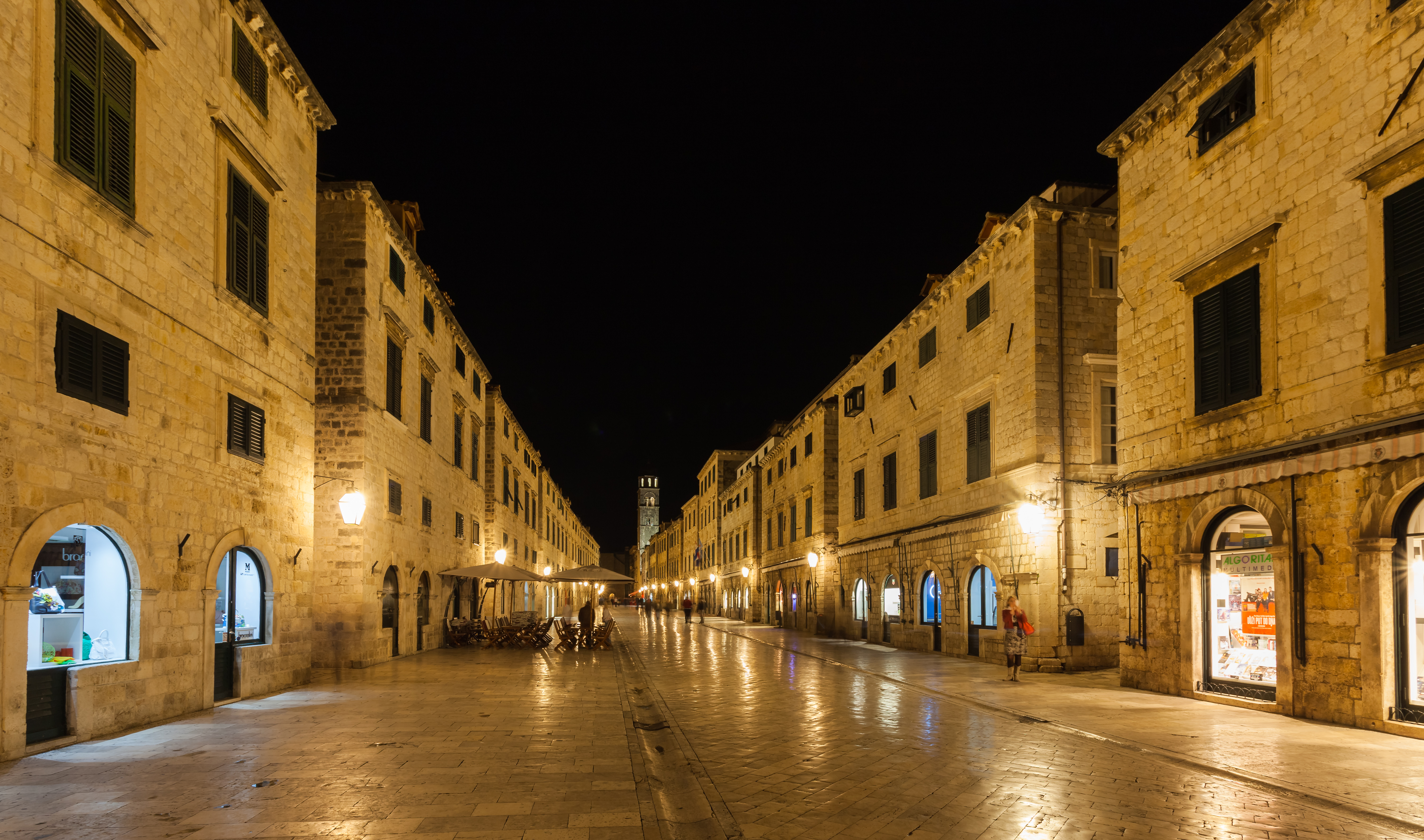
Stradun de noche.

La ubicación de la actual calle era un canal pantanoso que separaba Ragusa (antiguo nombre de Dubrovnik) del asentamiento forestal de Dubrava, antes de que fuera saneado en el siglo XIII. Stradun discurre a través de la ciudad amurallada en dirección este-oeste, conectando la entrada oeste llamada "Puerta de Pile" (Vrata od Pila) con la "Puerta de Ploče" (Vrata od Ploča) en el este. Ambos extremos están decorados con fuentes del siglo XV (la llamada Gran Fuente de Onofrio en el oeste y la Pequeña Fuente de Onofrio en el este) y campanarios (el Campanario de Dubrovnik en el este y el campanario del monasterio franciscano en el oeste).

## Historia
Stradun se convirtió en la calle principal de la ciudad en el siglo XIII, y su apariencia actual se creó, en su mayor parte, tras el devastador terremoto de 1667, en el que se destruyeron la mayoría de los edificios de Ragusa. Antes del terremoto, las casas de la calle no estaban diseñadas tan uniformemente como en la actualidad, y la mayoría de ellos tenían arcadas y decoraciones elaboradas. Tras el terremoto de 1667 y el gran fuego que se desató inmediatamente después, la República de Ragusa aprobó una ley que especificaba el diseño de todos los futuros edificios residenciales construidos en la ciudad. 

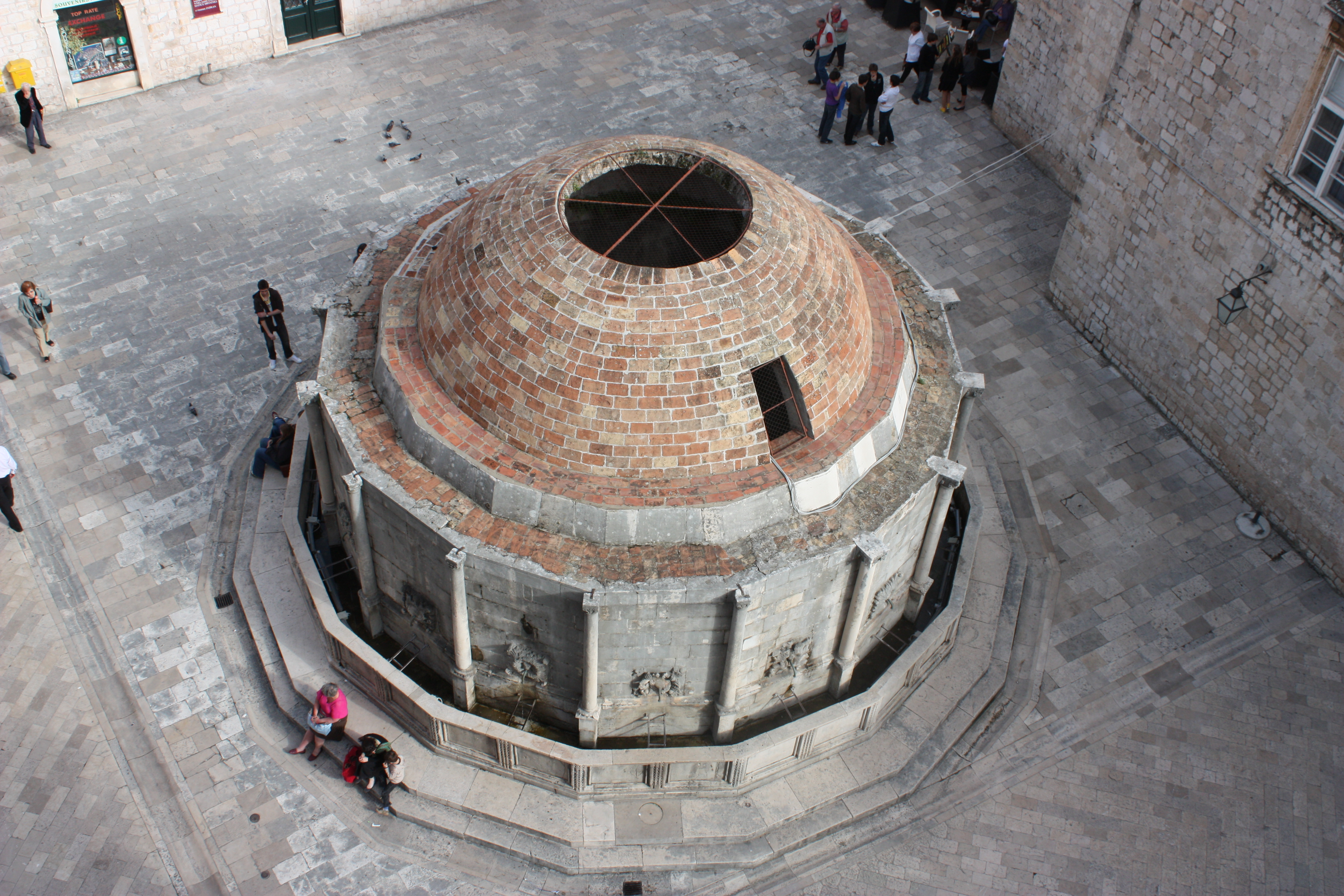
La Gran Fuente de Onofrio.

Debido a esto, todas las casas del siglo XVII de Stradun tienen el mismo diseño: la planta baja siempre albergaba una tienda, con una entrada por la calle con una puerta y una ventana en un mismo marco, bajo un arco semicircular (durante el día la puerta estaba cerrada y los bienes se entregaban al cliente sobre el alféizar, que funcionaba como mostrador), y un almacén en la parte trasera con una entrada separada por un callejón. La primera planta estaba reservada para la sala de estar y la segunda planta tenía varias habitaciones, mientras que la cocina se situaba siempre en el ático encima de la segunda planta, para evitar la propagación de posibles incendios.
Luego de la caída del Imperio Austro-Húngaro en 1918 y el término de la Primera Guerra Mundial y la entrada de Dubrovnik a formar parte del Reino de los Serbios, Croatas y Eslovenos, en 1921 paso a tomar el nombre de placa ( plaza) rey Pedro ( kralj Pero) en honor a Pedro I rey de Serbia, llamado el libertador, de lo que sería luego la primera Yugoslavia
.
En los últimos tiempos, Stradun y algunos de los edificios cercanos fueron dañados en el bombardeo de mortero durante el Asedio de Dubrovnik en 1991–92, pero la mayor parte de los daños se han reparado desde entonces.
La mayoría de los edificios históricos y monumentos de Dubrovnik se sitúan en Stradun, por lo que es un lugar popular para los turistas. Una procesión por la Fiesta de San Blas, el patrón de Dubrovnik, pasa por Stradun el 3 de febrero de todos los años. También se celebran conciertos ocasionales en Stradun, y se usa regularmente para las celebraciones de Nochevieja.
El 8 de julio de 2010 se realizó en Stradun un partido de tenis para recaudar fondos jugado por Goran Ivanišević y John McEnroe frente a una audiencia de 600 personas, y televisado en diez países.